# Сателајт Бич (Флорида)
Сателајт Бич (енгл. Satellite Beach) град је у америчкој савезној држави Флорида. По попису становништва из 2010. у њему је живело 10.109 становника.

## Демографија
Према попису становништва из 2010. у граду је живело 10.109 становника, што је 532 (5,6%) становника више него 2000. године.
| Група             | 2000.         | 2010.         |
| Белци             | 8.880 (92,7%) | 8.943 (88,5%) |
| Афроамериканци    | 98 (1,0%)     | 199 (2,0%)    |
| Азијати           | 148 (1,5%)    | 177 (1,8%)    |
| Хиспаноамериканци | 283 (3,0%)    | 587 (5,8%)    |
| Укупно            | 9.577         | 10.109        |